# Fractile Games
FRACTiLE Games var en grupp finländska programmerare som utvecklade datorspel på sin fritid, först för DOS, senare för Windows. Gruppen bildades under sommaren 1996 under namnet FRACTiLE men bytte senare namn till FRACTiLE Games. Gruppen skildes med tiden åt och består idag (2003) endast av Mikko Rytkönen, som valt att använda namnet till sina egna projekt. Gruppen befanns i Tammerfors, Finland.

## Datorspel
- MoleZ (1997) (freeware sedan julen 1999)
- Final Duel (1996) (freeware)
- Final Duel 2 (2001-2002) (shareware)
- Worm (1999-2001) (freeware)